# Célula de combustível de água de Stan Meyer
A célula de combustível de água é um projeto técnico de uma "máquina de movimento perpétuo " criada pelo americano Stanley Allen Meyer (24 de agosto de 1940 - 20 de março de 1998). Meyer afirmou que um automóvel adaptado com o dispositivo poderia usar água como combustível em vez de usar gasolina . As alegações de Meyer sobre sua "célula de combustível de água " e o carro que ela movia foram consideradas fraudulentas por um tribunal do estado americano de Ohio em 1996.

## Descrição
A célula de combustível de água supostamente divide a água em seus elementos componentes, hidrogênio e oxigênio . O gás hidrogênio foi então queimado para gerar energia, um processo que reconstituiu as moléculas de água. De acordo com Meyer, o dispositivo exigia menos energia para realizar a eletrólise do que o requisito mínimo de energia previsto ou medido pela ciência convencional. Alegou-se que o mecanismo de ação envolvia o " gás de Brown ", uma mistura de oxi -hidrogênio na proporção de 2:1, a mesma composição da água líquida; que então se misturaria com o ar ambiente (nitrogênio, oxigênio, dióxido de carbono, monóxido de carbono, metano, clorofluorcarbonetos, radicais livres/elétrons, radiação, entre outros). O gás hidrogênio resultante foi então queimado para gerar energia, que reconstituiu as moléculas de água em outra unidade separada da unidade em que a água foi separada. Se o dispositivo funcionasse conforme especificado, ele violaria a primeira e a segunda leis da termodinâmica, permitindo a operação como uma máquina de movimento perpétuo.

## O termo "célula de combustível"

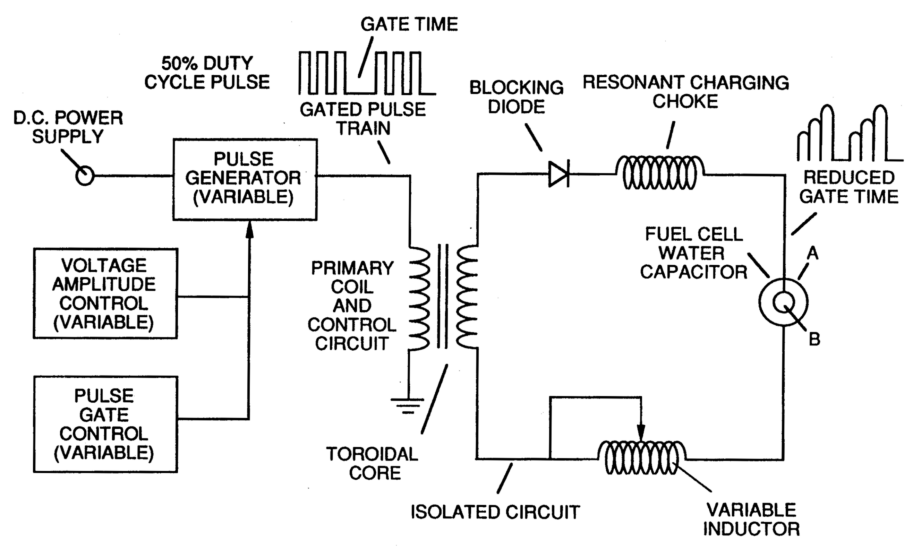
O circuito

Ao longo de suas patentes Meyer usou os termos "célula de combustível" ou "célula de combustível de água" para se referir à parte de seu dispositivo na qual a eletricidade passa pela água para produzir hidrogênio e oxigênio. O uso do termo por Meyer neste sentido é contrário ao seu significado usual na ciência e na engenharia, em que tais células são convencionalmente chamadas de " células eletrolíticas ". Além disso, o termo " célula de combustível " é geralmente reservado para células que produzem eletricidade a partir de uma reação química redox, enquanto a célula de combustível de Meyer consumia a eletricidade, conforme mostrado em suas patentes e no circuito mostrado à direita. Meyer descreve em uma patente de 1990 o uso de um "conjunto de célula de combustível de água" e retrata algumas imagens de seu "capacitor de água de célula de combustível". De acordo com a patente, neste caso "... o termo 'célula de combustível' refere-se a uma única unidade da invenção compreendendo uma célula de capacitor de água ... que produz o gás combustível de acordo com o método da invenção."

## Cobertura da mídia

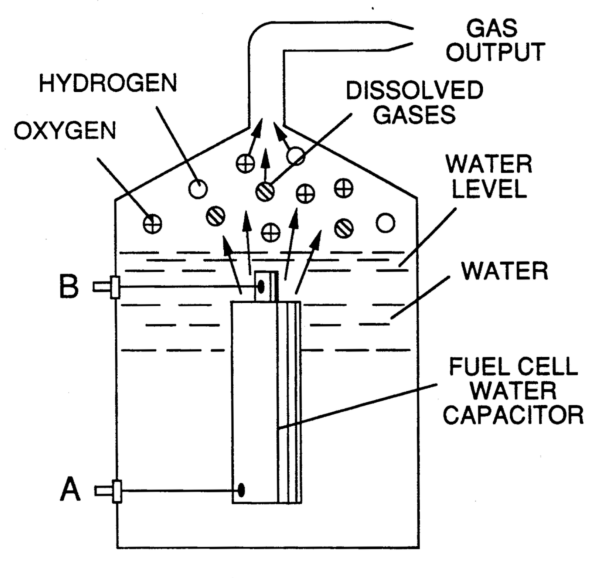
A célula de combustível de água

Em uma reportagem em uma estação de TV de Ohio, Meyer demonstrou um buggy que ele alegou ser movido por sua célula de combustível de água. Ele afirmou que apenas 22 NÓS galões (83 litros) de água foram necessários para viajar de Los Angeles a Nova York.  Além disso, Meyer afirmou ter substituído as velas de ignição por "injetores" que introduziam uma mistura de hidrogênio/oxigênio nos cilindros do motor. A água foi submetida a uma ressonância elétrica que a dissociou em sua composição atômica básica. A célula de combustível de água dividiria a água em hidrogênio e gás oxigênio, que seriam então queimados novamente em vapor de água em um motor de combustão interna convencional para produzir energia líquida.
Philip Ball, escrevendo na revista acadêmica Nature, caracterizou as alegações de Meyer como pseudociência, observando que "não é fácil estabelecer como o carro de Meyer deveria funcionar, exceto que envolvia uma célula de combustível capaz de dividir a água usando menos energia do que era liberada por recombinação dos elementos . . . Os cruzados contra a pseudociência podem reclamar e delirar o quanto quiserem, mas no final eles também podem aceitar que o mito da água como combustível nunca vai desaparecer."
Até o momento, nenhum estudo revisado por pares dos dispositivos de Meyer foi publicado na literatura científica. Um artigo na revista Nature descreveu as alegações de Meyer como mais um mito da "água como combustível".

## Ação judicial
A invenção de Stanley Meyer foi posteriormente considerada fraudulenta depois que dois investidores a quem ele vendeu concessionárias oferecendo o direito de fazer negócios na tecnologia Water Fuel Cell o processaram em 1996. Seu carro deveria ser examinado pelo perito Michael Laughton, professor de engenharia elétrica na Queen Mary University de Londres e membro da Royal Academy of Engineering . No entanto, Meyer deu o que o professor Laughton considerou uma "desculpa esfarrapada" nos dias de exame e não permitiu que o teste prosseguisse. Sua "célula de combustível de água" foi posteriormente examinada por três testemunhas especializadas no tribunal, que concluiu que "não havia nada de revolucionário na célula e que ela estava simplesmente usando eletrólise convencional". O tribunal considerou que Meyer havia cometido "fraude grosseira e flagrante" e ordenou que ele pagasse aos dois investidores seus US$ 25.000.

## morte de Meyer
Stanley Meyer morreu repentinamente no dia 20 de março de 1998, enquanto estava jantando em um restaurante. Seu irmão afirmou que durante uma reunião com dois investidores belgas, Meyer de repente correu para fora, dizendo "Eles me envenenaram". Após uma investigação, a polícia de Grove City apresentou o relatório do legista do condado de Franklin que determinou que Meyer, que tinha pressão alta, morreu de aneurisma cerebral . Alguns dos apoiadores de Meyer acreditam que ele foi assassinado para suprimir suas invenções. Philippe Vandemoortele, um dos investidores belgas, afirmou que apoia financeiramente Meyer há vários anos e o considera um amigo pessoal, e que não tem ideia de onde surgiram os rumores que eles teriam envenenado ele.

## Consequências
As patentes de Meyer expiraram. Suas invenções estão agora sob domínio público, disponíveis para todos usarem sem restrição ou pagamento de royalties. Nenhum fabricante de motores ou veículos nunca incorporou o trabalho de Meyer.